# Streepmuis
De streepmuis (Rhabdomys pumilio) is een knaagdier uit het geslacht streepmuizen (Rhabdomys) dat voorkomt in de droge graslanden en savannes van Zuidwest-Angola, Namibië, Botswana en het westen van Zuid-Afrika. Tot 2003 werd de andere soort van het geslacht, R. dilectus, die meer naar het oosten en noorden voorkomt, ook tot R. pumilio gerekend, maar genetische gegevens geven aan dat de twee aparte soorten zijn. Ook heeft R. pumilio een lichtere vacht en heeft hij altijd 48 chromosomen, terwijl R. dilectus een wat donkerdere vacht heeft en zowel 46 als 48 chromosomen kan hebben. R. pumilio is ook wat groter. De totale lengte bedraagt 20 tot 26,4 cm, de staartlengte 9,5 tot 12 cm en het gewicht 32 tot 55 gram.